# Epidemiologická studie
Epidemiologické studie dokazují v epidemiologii spojitost mezi příčinou a následkem, počítají hodnoty rizikových faktorů. Epidemiologických studií existuje široká škála – od pozorování až po řízené experimenty.

## Typy studií
Všechny studie můžeme rozdělit na prospektivní a retrospektivní. U prospektivních studií máme nejprve riziko a následně hledáme nemocné (například kohortová studie). U retrospektivních studií máme nejprve nemocné a následně hledáme rizika, která mají s nemocí asociaci (například studie případů). Některé studie jsou kombinací obou typů.
Jiné dělení epidemiologických studií je na deskriptivní, analytické a experimentální.
U deskriptivních studií hledáme rozložení nemoci v populaci. Počítáme, jak velké procento jedinců je nemocných. To určuje incidence nebo prevalence. Výskyt nemoci vztahujeme k regionu, sezóně, pohlaví či sociální skupině (viz demografie), obecně k demografickým datům (například prevalenční studie).
U analytických studií hledáme rizika onemocnění, počítáme je (například kohortové studie i studie případů). Výstupem bývá hodnota rizikového faktoru.
U experimentálních studií ověřujeme konkrétní hypotézu. Základem jsou intervenční studie (intervention studies), kdy se ověřuje intervence jako je podávání léků či účinnost vakcinace.
Observační studie (observational studies) jsou studie deskriptivní i analytické, u kterých výzkumník jen zaznamenává data, ale nemění situaci. Následně data analyzuje a interpretuje. Patří sem prevalenční studie, studie případů i kohortová studie. Výstupem bývá hodnota prevalence či incidence konkrétní nemoci.
Ekologické studie (ecological studies) neboli korelační studie (correlation studies) porovnává frekvenci rizika a frekvenci onemocnění u různých populací. Další možností je porovnávat rizika a nemoc u stejné populace, ale v různém období (sezónnost nemoci). Výstupem může například být, že riziko onemocnění rakovinou konečníku je u české komunity žijící v USA větší než u průměrné populace v USA. Obdobou jsou migrační studie (migrant studies).
Otevřené studie (open studies) jsou studie neustále probíhající. Mohou to být jakékoli studie, do kterých jsou zařazovány nové skupiny (například nově narození, nově nemocní).
Zaslepená studie (blinded, masked study) je každá studie, kdy jsou subjekty či intervence zaslepeny (randomizovány). Jinými slovy výzkumník neví, která skupina je v riziku, která intervence je kontrolní a která pokusná (například RCT).
Existují kombinace různých studií například studie případů kohort (case-cohort study) neboli retrospektivní kohortová studie, další je zahnízděna studie případů (nasted case-control study). Cílem je použít již dříve proběhlé studie k dalšímu výzkumu, zlevnit výzkum, zrychlit výzkum, eliminovat chyby.

## Síla a přesnost studií

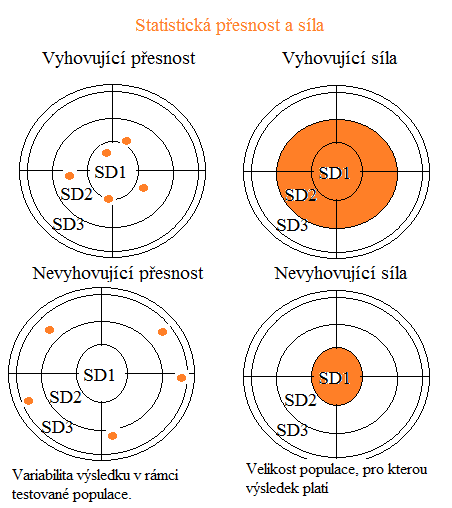

Existují dva ukazatele statistické průkaznosti dat: statistická přesnost (precision) a síla (power) získaných dat. Oba ukazatele se dají vypočítat jako statistická chyba I. a II typu (Chyby typu I a II,) jinými slovy statistická alfa chyba a beta chyba.
Přesnost (precision) vzorku (1-α) udává, s jakou pravděpodobností námi vypočtené výsledky platí. Statistická přesnost je dána metodikou odběru vzorku a zpracováním dat. Přesnost zvyšujeme opakováním stejného testu.
Síla (power) vzorku (1-β) udává, jak moc naše data zastupují celou populaci. Síla je dána velikostí vzorku. Pokud budeme testovat jen několik málo jedinců, může být přesnost výběru vzorků i zpracování dat vynikající, ale mnoho se toho o skutečné populaci nedovíme (síla bude mizivá). Sílu zvětšíme jen zvětšením velikosti odebraného vzorku.
Představit si to můžeme jako na obrázku. Terč je celá populace. Střed je průměr, odchylka od průměru je SD (standard deviation). Přesnost je dána variabilitou výsledku testu. Čím větší rozptyl od středu, tím je hůř, tím je studie méně průkazná. Síla je dána procentem populace, pro kterou výsledek platí. Čím větší část terče (populace) reprezentuje, tím lépe, tím je studie silnější.

## Hierarchie výzkumu

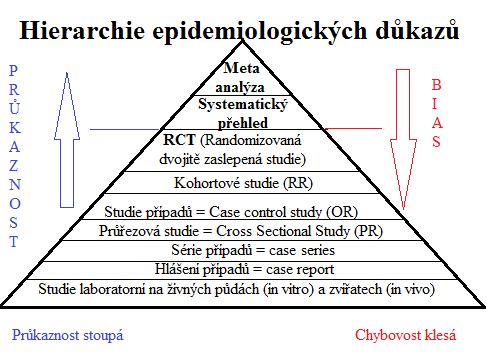

Epidemiologické studie mají svou hierarchii. Hyerarchie prací se týká pouze vědeckých studií a vědecky podložených důkazů, nevědecky získaná data nemají do systému přístup.

Na samotném vrcholu je Systematický přehled. Zahrnuje komplexní obraz nemoci, tabulky minimalizace epidemiologických rizik, metody průkazu původce a metodiky, jak v konkrétních případech nemoc diagnostikovat u jedince i u populace. Součástí systematického přehledu jsou i metody léčení s přesně stanovenými léky a dávkováním.
Na vytváření standardů se podílí meta analýza, která výsledky tisíce vědeckých prací shrne do jediného lehce pochopitelného závěru. Přehled je dynamický, mění se každoročně s novými získanými daty, s vývojem nemoci, se změnou prevalence v populaci.
Systematický přehled společně s meta analýzou bývá součástí počítačových programů, které používá státní správa při tvoření národních kontrolních programů.
Klinické studie konkrétně Randomizovaná dvojitě zaslepená studie (RCT – Randomized Control Trials) patří k nejhodnotnějším epidemiologickým studiím.
Kohortová studie  anglicky cohort study, longitudinal study umí nejpřesněji vypočítat rizikový faktor. Hlavním ukazatelem je relativní riziko (RR), což je nejpřesnější ukazatel asociace mezi rizikem a nemocí. V rámci epidemiologických studií patří mezi vysoce ceněné.
Studie případů anglicky case control study patří v rámci epidemiologických studií mezi ty nejlevnější. Hlavním ukazatelem je šance onemocnění neboli odds racio (OR), které ukává, kolikrát má pacient s rizikem větší šanci onemocnět než bez něj. Pomocí tohoto ukazatele lze hodnotit výši rizikového faktoru. Je to hlavní ukazatel pro sledování dynamiky onemocnění. Pokud je OR větší než 1, nemoc v populaci narůstá. Pokud je OR menší než 1, dochází k poklesu epidemie.
Prevalenční studie neboli průřezová studie (Cross-sectional study) je epidemiology ceněná jako každoroční ukazatel o výskytu nemoci v populaci. K jejímu provedení je třeba mít pravdivá data o populaci a to z více zdrojů. Hlavním ukazatelem je Prevalenční poměr (PR= Prevalence Racio). Lze z něj vyčíst, zda nemoc v populaci s rizikem za uplynulé období vzrostla či klesla.
Série případů (case series, clinical series) je soubor hlášení případů se stejnou diagnózou nebo více případů onemocnění obvykle vztažené na konkrétní místo, čas a populaci. Hlášení má deskriptivní formu (clinical study design), neprovádí analýzu, pouze popisuje příznaky, testy a léčebné metody. Cílem není odhadnout epidemiologická rizika, ale popsat nový výskyt nemoci.
Zaznamenání série případů se stává počátkem epidemie, endemie i pandemie. Série případů popisuje i nové metody diagnostiky, dokazuje novou etiologii nemoci či účinnost terapie. Největší slabinou popisu série případů je systematická chyba nazývaná Bias (epidemiologie).
O sérii případů se píší vědecké práce. Často jsou odměňovány prestižními oceněními včetně Nobelovy ceny za lékařství.
Hlášení případů (case report) je výkaz jedné nebo více událostí, které jsou ojedinělé a důležité. První nález nové nemoci na daném území nebo nález nemoci u nového typu pacientů je základ pro další výzkum. V hlášení uvede lékař (pracovní tým) příznaky a symptomy, metodu diagnostiky, terapie a další kontroly, v případě potřeby i demografický profil pacienta či pacientů. Hlášení má formu vědeckého článku, má tedy úvod, metodiku, diskusi, závěr a krátký seznam odborné literatury, ve které jsou podobné nemoci popsány. Kromě popisu nemoci se popisují i první příznaky nemoci, neočekávaná efektivita léčení, neznámé vedlejší účinky a cena. Hlášení se posílá na ministerstvo zdravotnictví.
Existuje mezinárodní zpravodajský server pro zveřejňování vědeckých hlášení a výzkumu. EQUATOR (Enhancing the QUAlity and Transparency Of health Research)http://www.equator-network.org/ je databází přístupnou vědecké veřejnosti, ve které jsou evidovány hlášení případů, epidemiologické studie, systematický přehled (systematic review), genetické souvislosti, ekonomická vyhodnocení, statistické metody a analýzy, plus další vědecké práce.
U hlášení případů existují tato hlavní témata: neočekávané souvislosti mezi příznaky a nemocí, neočekávané okolnosti související s léčením či diagnostickými testy, nálezy související s novou patogenezí či komplikacemi nemoci, vzácné či unikátní projevy nemoci, unikátní způsoby léčení, abnormální anatomická poloha či velikost orgánů a struktur.
Laboratorní studie mají z hlediska epidemiologů nejmenší vypovídající hodnotu. Patří sem mikrobiologické nálezy na živných půdách, ale i biologické pokusy na laboratorních zvířatech. Jsou zatíženy největší chybou.